# 帕羅斯公園 (伊利諾伊州)
帕羅斯公園（英語：Palos Park）是位於美國伊利諾伊州庫克縣的一個村落。

## 地理
帕羅斯公園的座標為41°39′56″N 87°50′12″W / 41.66556°N 87.83667°W，而該地最高點為海拔高度210米（即689英尺）。

## 人口
根據2010年美國人口普查的數據，帕羅斯公園的面積為11.38平方千米，當中陸地面積為11.16平方千米，而水域面積為0.12平方千米。當地共有人口4,847人，而人口密度為每平方千米425人。